# Lorenzo Fernández de Córdoba y Ponce de León
Lorenzo Fernández de Córdoba-Figueroa y Ponce de León (Constantina, 25 de septiembre de 1548-Priego de Córdoba, 1551), noble español perteneciente a las Casas de Aguilar y de Feria. Desde su nacimiento, fue heredero del marquesado de Priego y del condado de Feria como primogénito de Pedro Fernández de Córdoba, IV conde de Feria, y de Ana de la Cruz Ponce de León.
Tras su muerte prematura en 1551, sus derechos en el marquesado de Priego pasaron a su hermana Catalina, pero los del condado de Feria pasaron a su tío Gómez Súarez de Figueroa por la rigurosa agnatura que rige esta Casa.
- Datos: Q5979014